# Unhais da Serra
Unhais da Serra es una freguesia portuguesa del concelho de Covilhã, en el distrito de Castelo Branco con 32,11 km² de superficie y 1.398 habitantes (2011). Su densidad de población es de 43,5 hab/km².
Unhais se sitúa en la falda de la vertiente sudoeste de la Serra da Estrela, a unos 23 km de la cabecera del concelho. Se encuentra a una altitud de 750 metros, en un valle glaciar, por el que corre el arroyo homónimo. La freguesia está compuesta por los núcleos de Terça, Terra da Senhora, Unhais da Serra y Várzea.
Fundada o aforada por el rey Sancho I en 1186, fue inicialmente un lugar de la freguesia de Paul, pero en 1758 consta ya como freguesia independiente, habiendo sido elevada a la categoría de vila  el 11 de julio de 1985.
La principal actividad económica de Unhais es el turismo termal, de montaña y de pesca. Al norte de la población se sitúa un importante establecimiento termal, cuyas aguas fluyen con un caudal de 36.000 litros/hora a una temperatura de 37 °C. Entre mediados del siglo XIX y mediados del siglo XX tuvo también importancia la industria textil.